# Hein Hansen
Hein Hansen (Rijswijk, 1963) is een Nederlandse televisiejournalist.

## Biografie
Hansen studeerde conservatorium in Den Haag en journalistiek in Utrecht en zijn journalistieke carrière begon in 1990 bij de AVRO-radio en Het Parool. Vanaf 1996 werkte hij voor het programma Van onze speciale verslaggever van SBS.
In 1999 werd hij verslaggever voor NOVA, dat in 2011 werd opgevolgd door Nieuwsuur. Met Winfried Baijens maakte hij in mei 2001 voor NOVA een interview met imam Khalil El Moumni waarin deze geruchtmakende uitspraken over homoseksualiteit deed. In 2012 werd hij genomineerd voor De Tegel voor zijn reportage over de ondergang van DSB.